# Джервис, Роберт
Роберт Джервис (Robert Jervis; 30 апреля 1940, США — 9 декабря 2021) — американский ученый, доктор политических наук, профессор международных отношений и публичной политики Колумбийского университета, член Национальной академии наук США (2021). Член Американской ассоциации содействия развитию науки и Американской академии наук и искусств. Ранее занимал должность президента Американской ассоциации политических наук. В 1990 году был удостоен премии Гравемайера за книгу «Значение ядерной революции: государственное управление и перспектива Армагеддона» (The Meaning of Nuclear Revolution: Statecraft and the Prospect of Armageddon), а в 2006 году — премии Национальной академии наук США «За вклад в науку о поведении человека и дело предотвращения ядерной войны».

## Биография
Роберт Джервис получил степень бакалавра в Оберлинском колледже (штат Огайо) в 1962 году. Степень доктора наук он защитил в Калифорнийском университете в Беркли в 1968 году. В период с 1968 по 1974 годы работал старшим преподавателем (1968—1972) и доцентом (1972—1974) Школы государственного управления в Гарвардском университете, а с 1974 по 1980 годы — профессором политических наук Калифорнийского университета в Лос-Анджелесе.
Джервис специализируется на международных отношениях в целом, а также отдельных вопросах в области международной безопасности, военных конфликтов и сотрудничества, теории принятия решений. Он входит в научные советы девяти академических журналов и является автором более чем 100 публикаций.
Написанная им в 1976 году книга «Восприятие и неверное восприятие в мировой политике» (Perception and Misperception in International Politics) стала классикой науки о международных отношениях и вошла в базовую программу ведущих университетов мира. В 2021 году Центр анализа стратегий технологий (ЦАСТ) опубликовал ее русскоязычную версию.
В декабре 2020 года ЦАСТ опубликовал перевод на русский язык книги Роберта Джервиса «Почему разведка терпит неудачу: уроки революции в Иране и войны в Ираке» (Why Intelligence Fails: Lessons From The Iranian Revolution And The Iraq War).
Скончался 9 декабря 2021 года.
Центр анализа стратегий и технологий продолжает публиковать наследие Роберта Джервиса. В июне 2024 издан перевод на русский язык книги «Значение ядерной революции. Управление государством и перспектива Армагеддона» (The Meaning of the Nuclear Revolution. Statecraft and the Prospect of Armageddon), за которую автор был удостоен премий Гравемайера и Национальной академии наук США.

## Избранные публикации
- «The Logic of Images in International Relations» (Princeton, 1970) ISBN 978-0-231-06932-8
- «Perception and Misperception in International Politics» (Princeton, 1976) ISBN 978-0-691-10049-4
- «The Meaning of the Nuclear Revolution» (Lawrence, 1989)
- «System Effects: Complexity in Political and Social Life» (Princeton, 1997) ISBN 978-0-86682-003-5
- «Why Intelligence Fails: Lessons From The Iranian Revolution And The Iraq War» (Cornell, 2010) ISBN 978-0-8014-4785-3

Статьи
- «System Effects Revisited» (2012) «Critical Review» 24(3): 393—415.
- «Black Swans in Politics» (2009) «Critical Review» 21(4): 475-89.
- «Bridges, Barriers, and Gaps: Research and Policy» (2008) «Political Psychology» 29(4): 571-92.
- «Understanding Beliefs» (2006) «Political Psychology» 27(5): 641-63.
- «The Implications Of Prospect Theory For Human Nature And Values» (2004) «Political Psychology» 25(2): 163-76.
- «Realism, Neoliberalism, and Cooperation: Understanding the Debate» (1999) «International Security» 24(1): 42-63.
- «Complexity and the Analysis of Political and Social Life» (1997) «Political Science Quarterly» 112(4): 569-93.
- «Cooperation under the Security Dilemma» («World Politics», Vol. 30, № 2, 1978)